# Décès en novembre 2003
Décès
- 1999
- 2000
- 2001
- 2002
- 2003
- 2004
- 2005
- 2006
- 2007

Pour une information complémentaire, voir la page d'aide.

| Date        | Nom                           | Activités                                            | Âge | Source |
| ----------- | ----------------------------- | ---------------------------------------------------- | --- | ------ |
| 4 novembre  | Ken Gampu (en)                | acteur sud-africain                                  | 74  |        |
| 4 novembre  | 19e Kushok Bakula Rinpoché    | lama, homme d’État et diplomate international indien | 86  | (en)   |
| 5 novembre  | Brian McDermott               | acteur britannique                                   | 69  | (en)   |
| 5 novembre  | Henri Mendras                 | sociologue français                                  | 76  |        |
| 6 novembre  | Mike Lockwood dit Crash Holly | catcheur américain                                   | 32  |        |
| 6 novembre  | Hendrika Mastenbroek          | nageuse néerlandaise                                 | 84  |        |
| 6 novembre  | Eduardo Palomo                | acteur et chanteur mexicain                          | 41  |        |
| 7 novembre  | Joël Dabin                    | peintre français                                     | 70  |        |
| 9 novembre  | Art Carney                    | acteur et producteur américain                       | 85  |        |
| 9 novembre  | Mario Merz                    | artiste italien                                      | 78  |        |
| 11 novembre | Robert Brown                  | acteur britannique                                   | 82  | (en)   |
| 12 novembre | Jonathan Brandis              | acteur américain                                     | 27  |        |
| 12 novembre | Penny Singleton               | actrice américaine                                   | 95  |        |
| 13 novembre | Mitoyo Kawate                 | doyenne de l'humanité                                | 114 |        |
| 13 novembre | Kellie Suzanne Waymire        | actrice américaine                                   | 36  |        |
| 14 novembre | Gene Anthony Ray              | acteur et chorégraphe américain                      | 41  |        |
| 15 novembre | Dorothy Loudon                | actrice américaine                                   | 78  |        |
| 16 novembre | Mohamed Choukri               | écrivain marocain                                    | 68  |        |
| 18 novembre | Michael Kamen                 | musicien anglais                                     | 55  |        |
| 19 novembre | Olivér György Dely            | herpétologiste hongrois                              | 76  |        |
| 20 novembre | Robert Addie                  | acteur anglais                                       | 43  |        |
| 20 novembre | Loris Azzaro                  | couturier et parfumeur italien                       | 70  |        |
| 20 novembre | Kerem Yilmazer (en)           | acteur turc                                          | 58  |        |
| 22 novembre | Mario Beccaria                | homme d'État italien                                 | 83  | (en)   |
| 23 novembre | Hirant Sanazar                | avocat et homme politique brésilien                  | 74  | (pt)   |
| 24 novembre | Martine Chardon               | journaliste et animatrice de la télévision française | 56  |        |
| 24 novembre | Warren Spahn                  | É.-U., Baseball                                      | 82  |        |
| 25 novembre | Jacques François              | acteur français                                      | 83  |        |
| 27 novembre | Will Quadflieg                | comédien allemand                                    | 89  |        |
| 29 novembre | Norman Burton                 | acteur américain                                     | 79  |        |
| 30 novembre | Gertrude Ederle               | nageuse américaine                                   | 97  |        |